# 皮丘利爾 (密蘇里州)
皮丘利爾（英語：Peculiar）是位於美國密蘇里州卡斯縣的城市。

## 人口
根據2020年美國人口普查的數據，皮丘利爾的面積為23.59平方千米，當中陸地面積為23.48平方千米，而水域面積為0.11平方千米。當地共有人口5621人，而人口密度為每平方千米238人。